# الدوري الإسباني لكرة القدم للسيدات 2000–01
الدوري الإسباني لكرة القدم للسيدات 2000–01 (بالإسبانية: División de Honor Femenina 2000-01)‏ هو الموسم 13 من الدوري الإسباني لكرة القدم للسيدات. فاز فيه Levante UD Femenino ‏.